# ST8SIA3
ST8SIA3 (англ. ST8 alpha-N-acetyl-neuraminide alpha-2,8-sialyltransferase 3) – білок, який кодується однойменним геном, розташованим у людей на довгому плечі 18-ї хромосоми. Довжина поліпептидного ланцюга білка становить 380 амінокислот, а молекулярна маса — 43 970.
| 10         |  | 20         |  | 30         |  | 40         |  | 50         |
| ---------- |  | ---------- |  | ---------- |  | ---------- |  | ---------- |
| MRNCKMARVA |  | SVLGLVMLSV |  | ALLILSLISY |  | VSLKKENIFT |  | TPKYASPGAP |
| RMYMFHAGFR |  | SQFALKFLDP |  | SFVPITNSLT |  | QELQEKPSKW |  | KFNRTAFLHQ |
| RQEILQHVDV |  | IKNFSLTKNS |  | VRIGQLMHYD |  | YSSHKYVFSI |  | SNNFRSLLPD |
| VSPIMNKHYN |  | ICAVVGNSGI |  | LTGSQCGQEI |  | DKSDFVFRCN |  | FAPTEAFQRD |
| VGRKTNLTTF |  | NPSILEKYYN |  | NLLTIQDRNN |  | FFLSLKKLDG |  | AILWIPAFFF |
| HTSATVTRTL |  | VDFFVEHRGQ |  | LKVQLAWPGN |  | IMQHVNRYWK |  | NKHLSPKRLS |
| TGILMYTLAS |  | AICEEIHLYG |  | FWPFGFDPNT |  | REDLPYHYYD |  | KKGTKFTTKW |
| QESHQLPAEF |  | QLLYRMHGEG |  | LTKLTLSHCA |  |            |  |            |

A: Аланін

C: Цистеїн

D: Аспарагінова кислота

E: Глутамінова кислота

F: Фенілаланін

G: Гліцин

H: Гістидин

I: Ізолейцин

K: Лізин

L: Лейцин

M: Метіонін

N: Аспарагін

P: Пролін

Q: Глутамін

R: Аргінін

S: Серин

T: Треонін

V: Валін

W: Триптофан

Кодований геном білок за функціями належить до трансфераз, глікозилтрансфераз. 
Локалізований у мембрані, апараті гольджі.